# Sinopoli
Sinopoli (Σενόπολι/Senòpoli in greco-calabro) è un comune italiano di 1 819 abitanti della città metropolitana di Reggio Calabria in Calabria.

## Geografia fisica
È un centro posto a nord-est di Reggio Calabria, sul versante sinistro della valle formata dal torrente Vasi. L'abitato si articola essenzialmente in tre nuclei: Sinopoli Superiore, che è sede comunale, a 500 metri s.l.m., Sinopoli Inferiore a 426 metri s.l.m., e Sinopoli Vecchio a 336 metri s.l.m. Il comune fa parte del Parco nazionale dell'Aspromonte.

## Origini del nome
Benché dall'etimologia incerta, il nome del paese dovrebbe derivare dalle parole del greco bizantino ξένος e πόλη ed avere il significato di "città degli stranieri". Vi sono tuttavia ipotesi che vogliono il nome legato al periodo della Magna Grecia, ed un'altra legata al periodo normanno, in particolare ad un condottiero chiamato Sinone.

## Storia
Il territorio di Sinopoli in antichità fu colonizzato dai greci, per poi cadere sotto il dominio romano a partire dal III secolo a.C. La lingua locale incominciò a latinizzarsi, ma questo processo si interruppe con l'inizio della dominazione bizantina in Calabria, durata dal VI all'XI secolo: probabilmente Sinopoli sorse in questo periodo, a causa dello spostamento delle popolazioni costiere verso l'interno, in fuga dalle scorrerie saracene. Trovandosi ai piedi dell'Aspromonte il paese fu sempre isolato, ma il duro lavoro dei suoi abitanti permise alla comunità di sopravvivere. Dopo la conquista di Ruggero il Normanno, Sinopoli seguì le vicissitudini del Regno di Sicilia, divenendo capoluogo di un'estesa contea ed uno dei centri principali del potere feudale della famiglia dei Ruffo di Calabria. Sinopoli (l'odierna Sinopoli Inferiore) venne danneggiata dal terremoto del 1783, cosa che portò, con il grosso dei suoi abitanti superstiti, alla fondazione di Sinopoli Superiore, l'attuale sede municipale.
Durante la guerra il paese fu bombardato dagli aerei statunitensi ed andarono distrutte molte case, la chiesa e l'ospedale, oltre alla perdita di molti abitanti. La cittadina, così come il resto della Calabria, soffre del problema 'Ndrangheta: nel paese operano alcune 'ndrine, come quella degli Alvaro, che hanno inquinato persino la Pubblica amministrazione, determinando con ciò, nel 1997, lo scioglimento del Consiglio comunale da parte del presidente della repubblica per infiltrazioni mafiose.

### Faida di Sinopoli: anni Quaranta
Tra il 1943 e il 1945 l'Aspromonte e la Piana di Gioia Tauro furono interessate da un violento scontro tra due potentissime bande armate, una di Sinopoli, capeggiata da Gioacchino Leonello, mentre l'altra di Sant'Eufemia, diretta da Vincenzo Pinneri. La faida causò una lunga serie di vittime nei due paesi. Il 2 luglio 1944 Vincenzo Pinneri penetrò nel palazzo municipale insieme ad alcuni uomini armati e successivamente assaltò la caserma dei Carabinieri, costringendo i militari ad arrendersi. Dopo questi eventi i due clan furono decimati dalle forze dell'ordine nel 1945.

### Simboli
Lo stemma del comune di Sinopoli è stato concesso con decreto del presidente della Repubblica dell'8 dicembre 2007.
Il gonfalone è un drappo di giallo con la bordatura di azzurro.

## Monumenti e luoghi d'interesse

### Architetture religiose
- Chiesa di Santa Maria delle Grazie;
- Chiesa di Maria Santissima Addolorata;
- Chiesa di San Giorgio.

## Società

### Evoluzione demografica
Abitanti censiti

### Religione
La religione più diffusa è quella cattolica di rito romano. Il comune fa parte della diocesi di Oppido Mamertina-Palmi e del vicariato di Palmi. Il territorio comunale appartiene ad una sola parrocchia, quella dedicata a Santa Maria delle Grazie.

### Tradizioni e folclore
Sono numerose le tradizioni di Sinopoli, soprattutto legate a festeggiamenti religiosi. La più importante di esse è la festa di Maria Santissima delle Grazie, celebrata l'8 settembre, con solenne processione della statua della Vergine per le vie del paese e con la fiaccolata degli ulivi. Tra i festeggiamenti civili in onore della Madonna vi sono concerti, spettacoli pirotecnici ed il tradizionale ballo dei Giganti. L'elenco completo delle celebrazioni cattoliche che vengono svolte durante l'anno, nel territorio comunale, è il seguente:
- Festa di San Giorgio, 23 aprile, nella frazione di Sinopoli Inferiore;[9]
- Festa di Maria Santissima Addolorata, 12 agosto;[10]
- Festa di Maria Santissima delle Grazie, 8 settembre.[11]

## Economia
Il paese produce frutta, verdura, fichi secchi, legna, formaggio, vino, carne, olive, olio d'oliva.
Sinopoli è inoltre circondato da molte sorgenti d'acqua minerale, ognuna con un proprio gusto e caratteristiche minerali.

## Infrastrutture e trasporti
Il comune è interessato dalle seguenti direttrici stradali:
- di Bagnara Calabra e Bovalino

## Amministrazione
| Periodo          | Periodo          | Primo cittadino                                | Partito                       | Carica                    | Note                 |
| ---------------- | ---------------- | ---------------------------------------------- | ----------------------------- | ------------------------- | -------------------- |
| 10 giugno 1985   | 29 giugno 1990   | Andrea Ventra                                  | DC                            | Sindaco                   | [ 12 ]               |
| 29 giugno 1990   | 24 aprile 1995   | Andrea Ventra                                  | DC                            | Sindaco                   | [ 12 ]               |
| 24 aprile 1995   | 8 settembre 1997 | Andrea Ventra                                  | Lista civica di centro-destra | Sindaco                   | [ 13 ] [ 12 ]        |
| 8 settembre 1997 | 17 aprile 2000   | Carmelo Femia Rosario Fusaro Francesca Iannò   |                               | Commissari straordinari   | [ 14 ] [ 15 ] [ 16 ] |
| 17 aprile 2000   | 10 gennaio 2002  | Luigi Chiappalone                              | Lista civica                  | Sindaco                   | [ 17 ] [ 18 ]        |
| 10 gennaio 2002  | 18 febbraio 2002 | Antonia Maria Grazia Surace                    |                               | Commissario prefettizio   | [ 19 ]               |
| 18 febbraio 2002 | 28 maggio 2002   | Antonia Maria Grazia Surace                    |                               | Commissario straordinario | [ 20 ]               |
| 28 maggio 2002   | 17 gennaio 2006  | Domenico Luppino                               | Lista civica di centro        | Sindaco                   | [ 21 ] [ 22 ]        |
| 17 gennaio 2006  | 28 maggio 2006   | Emma Caprino                                   |                               | Commissario straordinario | [ 23 ]               |
| 30 maggio 2006   | 17 maggio 2011   | Luigi Chiappalone                              | Lista civica                  | Sindaco                   | [ 25 ]               |
| 17 maggio 2011   | 6 giugno 2016    | Luigi Chiappalone                              | Lista civica                  | Sindaco                   | [ 26 ]               |
| 6 giugno 2016    | 1 agosto 2019    | Annunziato Danaro                              | Lista civica                  | Sindaco                   | [ 28 ] [ 29 ]        |
| 1 agosto 2019    | 8 novembre 2021  | Alfonsa Caliò Samuele De Lucia Sergio Raimondo |                               | Commissari straordinari   | [ 30 ] [ 31 ] [ 32 ] |
| 8 novembre 2021  | 10 giugno 2022   | Francesca Antonia Sergi                        | Lista civica                  | Sindaco                   | [ 34 ] [ 35 ]        |
| 10 giugno 2022   | 27 giugno 2022   | Sara Ferri                                     |                               | Commissario prefettizio   | [ 36 ]               |
| 27 giugno 2022   | in carica        | Sara Ferri                                     |                               | Commissario straordinario | [ 37 ]               |

- Il comune è compreso nel Circondario di Palmi[38].